# كريستوف بولسكي
كريستوف بولسكي Krzysztof Bulski (ولد في 12 فبراير 1987) لاعب شطرنج بولندي يحمل لقب أستاذ كبير.
- حصل على لقب أستاذ كبير عام 2012.
- بلغ في تصنيف إيلو 2535 نقطة في يناير 2018.

## وصلات خارجية
- كريستوف بولسكي على موقع مباريات الشطرنج (الإنجليزية)
- كريستوف بولسكي على موقع 365Chess.com (الإنجليزية)
- كريستوف بولسكي على موقع Chesstempo.com (الإنجليزية)